# Bahnhof Jülich
Der Bahnhof Jülich ist ein Regionalbahnhof in der nordrhein-westfälischen Stadt Jülich im Kreis Düren. Durch seine Lage an insgesamt fünf Eisenbahnstrecken war er bis 1980 ein bedeutsamer regionaler Eisenbahnknoten. Nach jahrelanger Stilllegungsdiskussion übernahm die Dürener Kreisbahn 1993 im Rahmen eines Modellprojekts den Betrieb auf der letzten verbliebenen Strecke Düren–Jülich, führte einen Taktfahrplan ein und erweiterte den Personenverkehr 2002 auf die über 30 Jahre zuvor stillgelegte Strecke nach Linnich.
Heute bildet der Bahnhof Jülich den betrieblichen und verkehrlichen Mittelpunkt der Rurtalbahn-Nordstrecke. Die meisten Züge verkehren durchgehend von Linnich bis Düren, ab Jülich kommen jedoch einige weitere Fahrten hinzu. Außerdem ist der Bahnhof Jülich durch den benachbarten Zentralen Omnibusbahnhof (ZOB) Verknüpfungspunkt mit dem regionalen Busverkehr. Im Güterverkehr wurden hauptsächlich saisonale Kohletransporte zur Zuckerfabrik Jülich durchgeführt, die wegen der Umstellung auf Gas 2023 endeten.

## Geschichte

### Entstehung

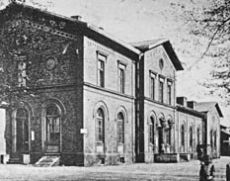
Ursprüngliches Empfangsgebäude des Bahnhofs Jülich (Straßenseite), aufgenommen vor 1945

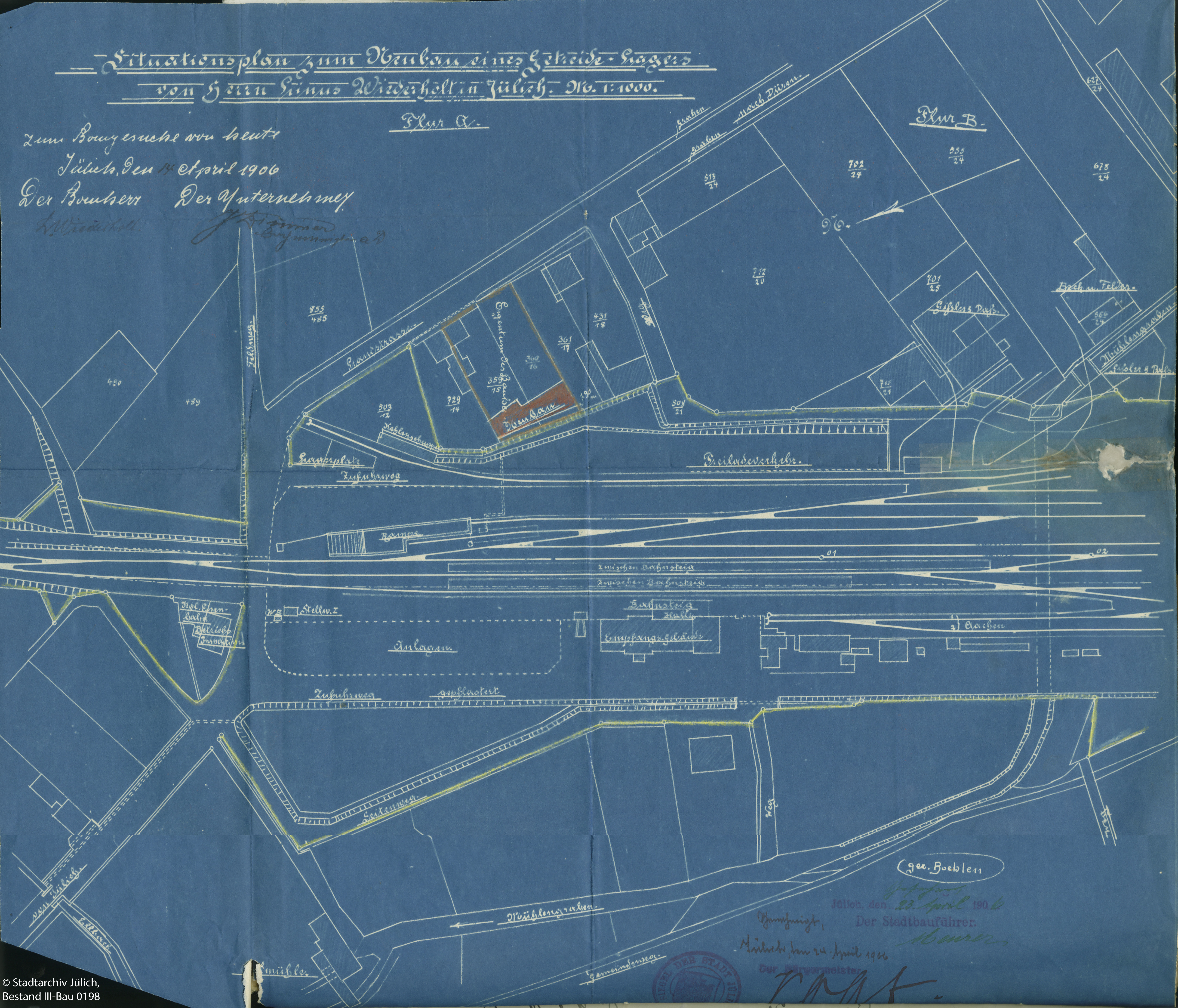
Gleisanlagen des Bahnhofs Jülich 1906 (vor dem Bau der Strecke nach Linnich), Norden ist links

Über den Zustand 1910 (schwarz) sind in rot die geplanten Änderungen zur Einführung der Linnicher Strecke 1911 eingezeichnet

Schon kurz nach Eröffnung der ersten deutschen Eisenbahnstrecke 1835 wurde der Bau einer Strecke von Köln in das 1830 gegründete Königreich Belgien diskutiert, die zum Nordseehafen Antwerpen führen sollte. Durch die damit entstehende Möglichkeit, die holländischen Rheinzölle zu umgehen, wurde ihr immense wirtschaftliche Bedeutung beigemessen, so dass sie als erste internationale Strecke Deutschlands 1841 in Betrieb ging. Nach heftigen Diskussionen (sog. Eisenbahnstreit) wurde eine Streckenführung über Düren und Aachen beschlossen, beides schon damals bedeutende Industriestädte. Eine Trassenführung über Jülich wäre zwar wegen des flacheren Geländes kostengünstiger gewesen, wurde aber verworfen, weil Jülich kaum Industrie aufwies und zudem als Festungsstadt für einen Eisenbahnanschluss grundsätzlich ungeeignet erschien. In Militärkreisen herrschte zu Beginn des Eisenbahnzeitalters die Ansicht, ein Eisenbahnanschluss nutze zur Verteidigung nur wenig, ermögliche es feindlichen Streitkräften jedoch, schneller und effizienter anzugreifen.
Auch nach der Schleifung der Jülicher Festungsanlagen 1860 brauchte es noch viele Denkschriften und Diskussionen, bis sich schließlich die Bergisch-Märkische Eisenbahn-Gesellschaft (BME) entschloss, eine Bahnlinie von Mönchengladbach über Odenkirchen – Hochneukirch – Titz – Ameln – Jülich – Inden – Weisweiler – Eschweiler nach Stolberg zu bauen sowie eine Zweigstrecke Jülich–Düren. Die ersten 7 km bis Odenkirchen gingen am 1. Februar 1870 in Betrieb, nach dem Deutsch-Französischen Krieg 1870/71 wurde die Fortsetzung nach Jülich zusammen mit den beiden Ästen nach Eschweiler und Düren offiziell am 1. Oktober 1873 eröffnet.
Bereits am 20. Juli 1873 hatte indes ein mit geladenen Gästen besetzter Zug Jülich erreicht, weil zu diesem Zeitpunkt die Strecke von Düren bereits befahrbar war. Während die Städte Düren, Eschweiler, Stolberg und Aachen seit 1841 von der Rheinischen Eisenbahn-Gesellschaft (RhE) bedient wurden, hatte die BME nun eigene Verbindungen vom Ruhrgebiet nach Düren und Eschweiler geschaffen. BME, RhE und die Cöln-Mindener Eisenbahn waren die drei Großen unter den zahlreichen privaten Bahngesellschaften auf dem Gebiet des heutigen Nordrhein-Westfalen. Nach Aachen unterhielt die BME schon seit 1866 eine eigene Verbindung, und Stolberg erreichte sie 1875 durch die Verlängerung der Strecke nach Eschweiler. Somit war das Monopol der Rheinischen Eisenbahn in allen wichtigen Industriestädten westlich von Köln gebrochen.
Im Jahre 1882 kam die Bahnstrecke Aachen Nord–Jülich hinzu. Sie wurde allerdings nicht von der BME erbaut, sondern von der Aachener Industriebahn AG, welche wiederum auf Initiative verschiedener Kohlegruben und Industriebetriebe des Aachener Reviers entstanden war, um diese an das wachsende Schienennetz anzubinden und so deren Konkurrenzsituation zu verbessern. Da in Jülich zwischen dem BME-Empfangsgebäude und den bestehenden Bahnsteigen kein Platz für ein zusätzliches Gleis war, zumal noch von einem anderen Unternehmen, wurde für die Personenzüge von und nach Aachen Nord ein Stumpfgleis gebaut, dessen Prellbock direkt südlich vom Empfangsgebäude stand. Zum Umsetzen der Lok wurde auch ein Umfahrungsgleis angelegt. Diese Baugeschichte erklärt, warum die Personenzüge nach Aachen Nord in Jülich fast 100 Jahre lang bis auf wenige Ausnahmen von dem etwas abseits der restlichen Gleise gelegenen Stumpfgleis abfuhren, dessen Bezeichnung die meiste Zeit über Gleis 16 lautete (um 1900 noch römisch XVI geschrieben). Mitte der 1880er-Jahre verstaatlichte das Land Preußen sämtliche Bahnlinien in der Region Jülich, so dass sie fortan als einheitliches Ganzes betrieben werden konnten.
1911 errichtete die Königlich Preußische Eisenbahn schließlich nach jahrelangen Diskussionen um die Linienführung die Strecke Jülich – Linnich – Baal – Dalheim. Im selben Jahr ging auch die auf Betreiben des Kreises Jülich und seiner Industriebetriebe erbaute Jülicher Kreisbahn von Kirchberg (Verknüpfungsbahnhof zur Staatsbahn) nach Puffendorf in Betrieb. Ein Jahr später war die Rurbrücke fertig, und die letzten 2 km bis Jülich wurden eröffnet, wobei der Kreisbahnhof Jülich etwa 200 m westlich vom Staatsbahnhof lag und es außer in Kirchberg keine Gleisverbindung gab. Diese für ländliche Regionen beachtliche Ansammlung von Bahnstrecken machte den Bahnhof Jülich zu einem Eisenbahnknoten. Deshalb wurden die Bahnhofsanlagen um 1911 erheblich ausgebaut: Neben den drei BME-Bahnsteigen wurde ein vierter errichtet, und im Südwesten des Bahnhofsgeländes baute man ein neues und größeres Bahnbetriebswerk für die Versorgung und Wartung der Dampflokomotiven. Auch wurde mit dem Bau der Linnicher Strecke der bisherige Bahnübergang über die Römerstraße durch zwei Brücken ersetzt. Die Rampe vom Bahnhof Jülich bis zur Brücke über die Römerstraße bildete seitdem die steilste Stelle der Strecke nach Mönchengladbach, so dass schwere Güterzüge bis in die 1960er-Jahre hinein mit einer zusätzlichen Schiebelok die Rampe hochgedrückt werden mussten.
Letzter bedeutsamer Schritt zur Erweiterung des Jülicher Bahnnetzes war 1913 die Umspurung und Verstaatlichung der 1898/99 durch die Bergheimer Kreisbahn eröffneten Schmalspur-Strecke von Ameln nach Bedburg. Ameln, an der Mönchengladbacher Strecke gelegen und nur 10 km von Jülich entfernt, erhielt keine eigenen Lokbehandlungsanlagen, daher wurden viele Züge von Jülich über Ameln bis Bedburg oder sogar weiter bis Neuss oder Horrem durchgebunden. Güterzüge verkehrten über diese Strecke sogar zeitweise direkt von Jülich bis Köln, durchgehende Personenzüge Jülich–Köln wurden hingegen immer wieder gefordert, aber nie realisiert.
Zu Beginn des Ersten Weltkrieges hatte der Bahnhof Jülich große militärische Aufgaben zu bewältigen. Zur Umsetzung des Schlieffen-Plans waren im Bereich des heutigen Nordrhein-Westfalen innerhalb eines Gebiets zwischen Düsseldorf und Monschau etwa 30 grenznahe Bahnhöfe ausgewählt worden, auf denen ab dem 2. August 1914 die Truppen für den Angriff auf Belgien und Frankreich ausgeladen wurden. Innerhalb des Kreises Jülich gehörten gleich drei Bahnhöfe hierzu: Welldorf, Jülich und Aldenhoven. Vom 7. bis zum 14. August 1914 sollte das gesamte IV. Aktive Korps der 1. Armee vom Landesinneren kommend über Mönchengladbach auf diese drei Bahnhöfe verteilt werden. Ein Korps umfasste etwa 40.000 Soldaten und musste auf etwa 140 Züge mit je 43 Wagen aufgeteilt werden. Von diesen 43 Wagen waren im Durchschnitt vorgesehen: einer für Offiziere, sieben für Mannschaften, 20 für Pferde und 15 für Fahrzeuge. Es rollten also eine Woche lang 20 Züge pro Tag von Norden in den Kreis Jülich (und als Leerzüge über Düren zurück), so dass auf jedem der drei Ausladebahnhöfe im Schnitt alle 3 Stunden ein Militärzug eintraf, der zu entladen war. Die Planungen konnten gut umgesetzt werden, und am 22. August gab der Kaiser bekannt: „Mit beispielloser Sicherheit und Pünktlichkeit haben die deutschen Eisenbahnen die gewaltigen Transportbewegungen ausgeführt.“ Nach Kriegsende wurden Teile des Rheinlands durch französische und belgische Truppen besetzt, im Falle Jülichs am 2. Dezember 1918 durch belgische. Diese kontrollierten ab 11. Februar 1923 auch den Bahnverkehr. Viele Deutsche begegneten diesem sogenannten Regiebetrieb mit Boykotten, teils wurden sogar Sabotageakte verübt. Am 15. November 1924 endete die Regie des Bahnbetriebs, belgische Truppen blieben allerdings noch bis zum 30. November 1929 in der Stadt.

### Umbauten, Krieg, Modernisierung und Niedergang

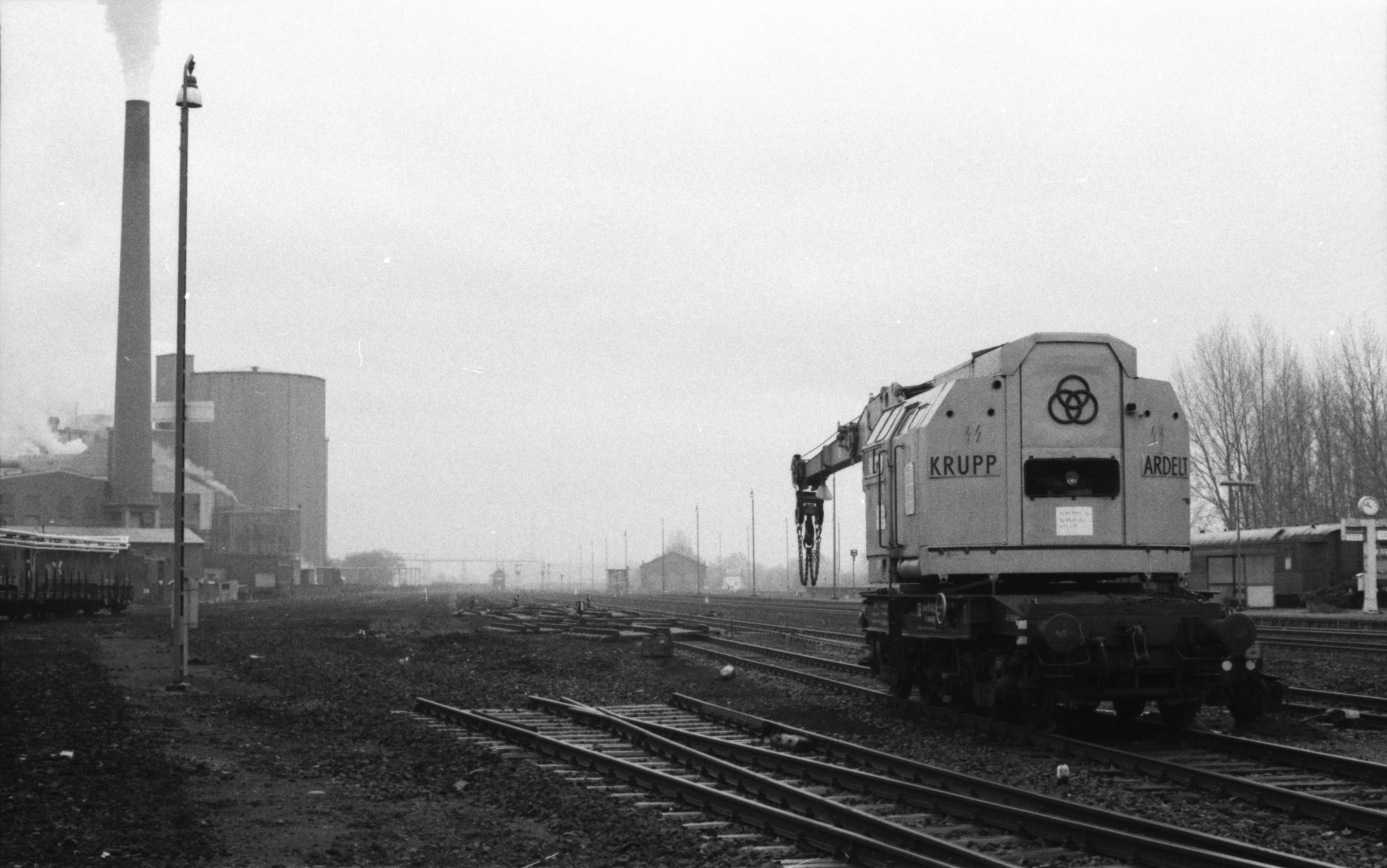
Ende 1982 war der Rückbau in vollem Gang: Die glatten Schotterflächen zeigen an, wo zuvor 10 parallele Gütergleise lagen

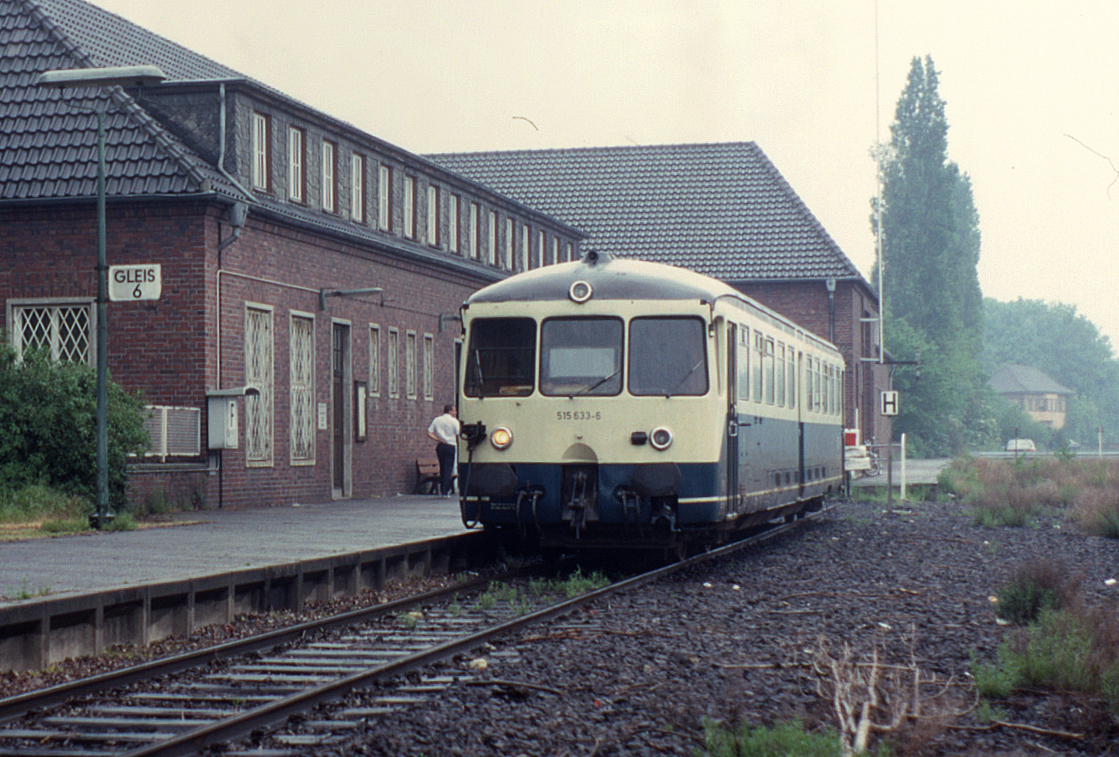
DB-Akkutriebwagen der Baureihe 515 an Gleis 6 im weitgehend zurückgebauten Bahnhof Jülich (1990)

In den 1920er-Jahren wurden – ungeachtet der belgischen Besatzung – zahlreiche Pläne zu Ausbau und Umgestaltung der Bahnanlagen entworfen. Das Bahnhofsgebäude von 1873 galt als „alt, unansehnlich“ und nicht mehr ansprechend, die Fahrgäste mussten zum Erreichen ihres Bahnsteigs oft andere Gleise überqueren, und der Bahnübergang Dürener Straße war häufig geschlossen, was an der Lage der Weichen lag, die auch für zahlreiche Rangierbewegungen ein Schließen der Schranken erforderten. Man plante daher mehr oder weniger großzügige Entwürfe für bis zu drei parallele Bahnsteige mit je zwei Gleisen, die durch einen bis zur Papierfabrik führenden Personentunnel erreichbar wären, außerdem sollte die Dürener Straße nach Norden verschwenkt und in Höhe der Wilhelmstraße unter den Gleisen hindurchgeführt werden. Allerdings konnten sich Stadt und Reichsbahn jahrelang nicht über eine Finanzierung einigen.
In stark vereinfachter Form wurden die Umbaupläne schließlich ab 1934 umgesetzt: Hierbei wurde Gleis 2 in der Mitte aufgetrennt, und es entstand ein großer Mittelbahnsteig von 500 m Länge mit vier gegeneinander versetzen Gleisen (1, 2a, 2b, 3), die weitgehend unabhängig voneinander angefahren werden konnten. Damit sich Züge und Reisende nicht mehr gegenseitig behindern, legte man zum Erreichen des Mittelbahnsteigs eine Personenunterführung an. Auf die Tieferlegung der Dürener Straße verzichtete man hingegen, ebenso auf einen architektonisch aktuellen Neubau des Empfangsgebäudes. Der Mittelbahnsteig erhielt in der Nordhälfte ein breites Bahnsteigdach, so dass man an den beiden am häufigsten genutzten Gleisen 1 und 2a im Trockenen warten konnte. Die Unterführung unterquerte lediglich ein einziges Gleis und endete westlich des Gleises in einer kleinen neu errichteten Treppenhalle, die im aktuellen Stil der Zeit gehalten, aber unmittelbar an das 60 Jahre ältere Empfangsgebäude angebaut wurde. Die Unterführung und die Halle befand sich genau in Verlängerung der damaligen Hohenzollernstraße (heutige Adolf-Fischer-Straße) – das alte BME-Gebäude muss man sich also nördlich davon denken, es war wesentlich kleiner als das Nachkriegsgebäude. Die neuen Anlagen wurden an Pfingsten 1935 (9. Juni, drei Wochen nach Fahrplanwechsel) dem Verkehr übergeben.
Im Zweiten Weltkrieg war der Bahnhof insbesondere im Herbst 1944 häufig Ziel von Fliegerangriffen. Dabei kam es oft zu Todesfällen, mindestens aber zu schweren Schäden an Gleisen, Weichen und Signalen. Am Nachmittag des 16. November 1944 wurde von zahllosen alliierten Bombern die gesamte Stadt Jülich dem Erdboden gleichgemacht, am Vormittag desselben Tages war noch ein Truppentransportzug im Bahnhof eingetroffen. Nach diesem Angriff war die Stadt für etliche Wochen praktisch menschenleer, Bahnverkehr war unmöglich. Nachdem die Alliierten Anfang 1945 die Rur überschritten, kam es in Jülich zu Gefechten mit der deutschen Wehrmacht, hierbei lag teilweise der Bahnhof mitten in der Hauptkampflinie. Dementsprechend groß waren die Zerstörungen auch an Bahnhofsteilen, die Bombardement und Brand der Stadt überstanden hatten. Nach Kriegsende setzten zurückkehrende Eisenbahner provisorisch das Nötigste instand, so dass der Fahrbetrieb nach Düren am 17. Oktober 1945 wieder aufgenommen werden konnte. Die anderen Strecken folgten bald, lediglich die Kirchberger Rurbrücken von DB und JKB sowie die Strecke nach Baal waren erst 1950 wieder befahrbar. Vom Empfangsgebäude stand nur noch eine Ruine, doch konnte man einen Raum notdürftig soweit herrichten, dass darin Fahrkarten verkauft wurden. Der Neubau eines Bahnhofgebäudes begann 1950, ein erster Bauabschnitt einschließlich Bahnhofsgaststätte und provisorischer Schalterhalle wurde 1952 fertiggestellt, komplett vollendet wurde es erst 1955.
Obwohl der Personen- und Güterverkehr Mitte der 1960er-Jahre schon Rückgänge verzeichnete, wurde der Bahnhof Jülich 1966 in die damalige Rangklasse 3 angehoben. 1968 wurde der Personenverkehr zwischen Jülich und Baal eingestellt, 1974 wurden zwischen Linnich und Baal die Gleise abgebaut. 1980 wurde der Personenverkehr auf der Strecke Aachen Nord–Jülich eingestellt, von Jülich nach Norden (Mönchengladbach) sogar der Gesamtbetrieb. 1983 fuhr der letzte Personenzug über Inden nach Stolberg, auf dem Abschnitt Jülich–Frenz wurde gleichzeitig der Güterverkehr eingestellt. Lediglich die Verbindung in Richtung Düren blieb bestehen, stand aber ebenfalls zur Disposition. Trotz dieser Einschränkungen wurde 1980 im Empfangsgebäude ein neuer moderner Fahrkartenschalter mit Gepäck- und Expressgutannahme gebaut. 1981 wurde der Bahnhof Jülich dem Bahnhof Düren unterstellt und war somit keine selbständige Dienststelle mehr.
1982 begann der weitgehende Rückbau: Nach dem Abriss der meisten Güter- und Abstellgleise wurden Gleis 1 und die Unterführung vom Empfangsgebäude zum Mittelbahnsteig (Gleise 2a, 2b und 3) zugeschüttet, die Bahnsteigüberdachung 1984 abgebaut. Personenzüge hielten nun nur noch am Hausbahnsteig an Gleis 16 (später als Gleis 6 bezeichnet), von dem früher die Züge nach Aachen Nord abfuhren. Im Jahr 1985 wurde der Mittelbahnsteig an sich entfernt. Am Bahnhof Jülich breitete sich eine Schotterwüste aus, die nach und nach von der Natur zurückerobert wurde. Teile davon werden heute auch durch die Zuckerfabrik Jülich und die gegenüberliegende Spedition Martin Bünten genutzt. Es sollte circa 10 Jahre dauern, bis der Bahnbetrieb wieder erweitert wurde. Der Güterverkehr auf der Jülicher Kreisbahn lief währenddessen bis 1999 weiter.

### Reaktivierung
1993 übernahm die Dürener Kreisbahn von der damaligen Bundesbahn den Betrieb auf der Strecke Düren–Jülich unter dem Namen Rurtalbahn. Ab 1995 wurden die Uerdinger Schienenbusse durch Leichttriebwagen des Typs Regiosprinter ersetzt, gleichzeitig wurde das Bahnhofsgebäude zum Kulturbahnhof umgebaut und verlor damit seine ursprüngliche Funktion. Auf dem Gelände hinter dem Bahnhof ist mittlerweile eine Spedition angesiedelt, die Gleis 16 inzwischen überbaut hat. Züge nach Düren fuhren seit der Übernahme durch die Dürener Kreisbahn wieder von Gleis 2 ab.
1997 begannen die Bauarbeiten zum Zentralen Omnibusbahnhof direkt neben dem Bahnhof, 1998 wurde er in Betrieb genommen. Damit verlor der am 14. April 1963 eröffnete alte Busbahnhof Walramplatz am Hexenturm die ihm zugedachte Funktion – die Verknüpfung der Buslinien mit der Rurtalbahn war nun wichtiger geworden als ein reiner Umsteigepunkt für Buslinien untereinander.
2002 erfolgte die Reaktivierung der Strecke Jülich–Dalheim bis Linnich. 2004 wurde ein Anschlussgleis für das neue Braunkohlekraftwerk der Zuckerfabrik wieder in Betrieb genommen und ein zweiter Bahnsteig an Gleis 3 aufgebaut. Das Empfangsgebäude wird heute als Kulturbahnhof (Kuba) für Kino-, Musik- und Kleinkunstveranstaltungen genutzt.

## Heutige Verkehrsbedienung mit Bus und Bahn
Bis zur Stilllegung der meisten Strecken in den 1970er und 1980er Jahren war Jülich ein Bahnknotenpunkt, wenn auch die meisten Strecken als Nebenstrecken klassifiziert waren: In sechs verschiedene Richtungen verkehrten von Jülich aus Züge. Heute verkehrt auf zwei dieser Strecken die Rurtalbahn. Sie fährt auf der Bahnstrecke Jülich–Düren Richtung Süden und auf der Bahnstrecke Jülich–Dalheim Richtung Norden bis Linnich.
Am Jülicher Bahnhof halten zahlreiche Buslinien, die Jülich mit den umliegenden Dörfern und Städten verbinden. Zum Teil wurden diese Linien erst als Ersatz für die stillgelegten Bahnstrecken eingerichtet.
| Linie       | Linienverlauf | Takt                                                                                  |
| ----------- | --- | ------------------------------------------------------------------------------------- |
| RB 21       | Rurtalbahn: Linnich, SIG Combibloc – Tetz – Broich – Jülich An den Aspen – Jülich Nord – Jülich – Forschungszentrum – Selgersdorf – Krauthausen – Selhausen – Huchem-Stammeln – Im Großen Tal – Düren Stand: März 2022 | 30 min (HVZ) / 60 min (Linnich–Jülich Nord) 30 min / 60 min (SVZ) (Jülich Nord–Düren) |
| 6           | (Talbahnhof/Raiffeisenplatz – Krankenhaus –) Eschweiler Bushof – Dürwiß – Neu-Lohn – Fronhoven – (Weiler-Hausen – Niedermerz –) Aldenhoven – Bourheim – Jülich Walramplatz – Neues Rathaus – Jülich Bf/ZOB \|\| |                                                                                       |
| 220         | Aachen Bushof – Ludwig Forum – Talbot – Mariadorf – Hoengen – (Bettendorf – Siersdorf –) Schleiden – Aldenhoven – Neubourheim – Jülich Walramplatz – Neues Rathaus – Bahnhof/ZOB – (Krankenhaus – Solar Campus –) (Forschungszentrum Bf RTB ←) Forschungszentrum Jülich \|\|                                                                              |                                                                                       |
| 223         | (Huchem-Stammeln – Selhausen – Krauthausen –) Daubenrath – Selgersdorf – Altenburg – Jülich Bf/ZOB – Jülich Neues Rathaus – Walramplatz \|\| |                                                                                       |
| 238         | Düren Bf/ZOB – StadtCenter – Arnoldsweiler – Ellen – Oberzier – Niederzier (– Berg) – Hambach – Stetternich – Jülich Bf/ZOB – Jülich Neues Rathaus – Walramplatz \|\| |                                                                                       |
| 270         | (Jülich Schulzentrum –) Walramplatz (→ Neues Rathaus) – Jülich Bf/ZOB – Krankenhaus – Lich-Steinstraß – Solar Campus – Pattern – Mersch – Sevenich – Spiel – Hasselsweiler – Titz \|\| |                                                                                       |
| 271         | (Verstärkerfahrten) Titz – Jülich \|\| |                                                                                       |
| 279         | (Jülich Schulzentrum – Krankenhaus –) Jülich Bf/ZOB – Jülich Neues Rathaus – Walramplatz – Neubourheim – Koslar – Barmen – Merzenhausen – Ederen – Welz – (Floßdorf ←) Rurdorf – Linnich Rathaus – Linnich-SIG Combibloc \|\| |                                                                                       |
| 281         | Jülich Bf/ZOB – Jülich Neues Rathaus – Walramplatz – Neubourheim – Koslar – Barmen – Merzenhausen – Ederen – Freialdenhoven – Aldenhoven \|\| |                                                                                       |
| 284         | (Jülich Schulzentrum → Walramplatz →Neues Rathaus →) Jülich Bf/ZOB – Stetternich – Welldorf – Güsten – Höllen – Rödingen – Kalrath – Ameln – Titz – (Opherten – Mündt –) Jackerath \|\| |                                                                                       |
| 294         | (Jülich Schulzentrum –) Walramplatz – Neues Rathaus – Jülich Bf/ZOB – Kirchberg – Viehöven – Schophoven – Merken – Inden/Altdorf – Lucherberg – Lamersdorf – Frenz – RWE/Kraftwerk – Weisweiler Frankenplatz – Weisweiler Bf \|\| |                                                                                       |
| SB20        | Schnellbus: Aachen Bushof – Ludwig Forum – Neubourheim – Jülich Walramplatz – Neues Rathaus – (Jülich Bf/ZOB –) Krankenhaus – Solar Campus – (Forschungszentrum Bf RTB ←) Forschungszentrum Jülich \|\| |                                                                                       |
| SB70        | Schnellbus: Jülich Walramplatz (→ Neues Rathaus) – Jülich Bf/ZOB – Krankenhaus – Solar Campus – Brainergy Park – Mersch – Titz \|\| |                                                                                       |
| RufBus 223  | Rufbus: Jülich Walramplatz – Neues Rathaus – Jülich Bf/ZOB – Altenburg – Selgersdorf – Daubenrath (Mo–Fr tagsüber) \|\| |                                                                                       |
| RufBus 279  | Rufbus: Jülich Bf/ZOB – Jülich Neues Rathaus – Walramplatz – Koslar – Barmen – Merzenhausen – Ederen – Welz – Rurdorf – Linnich-SIG Combibloc (Sa tagsüber) \|\| |                                                                                       |
| RufBus 294b | Rufbus: Jülich Walramplatz – Neues Rathaus – Jülich Bf/ZOB – Kirchberg – Viehöven – Schophoven (Sa tagsüber) \|\| |                                                                                       |
| AST         | AnrufSammelTaxi: Mo–Fr abends, Sa nachmittags/abends, So Jülich Bf/ZOB – Jülich Innenstadt – Kirchberg – Bourheim – Engelsdorf – Aldenhoven – Niedermerz – Schleiden – Siersdorf – Dürboslar – Freialdenhoven \|\| |                                                                                       |
| AST         | AnrufSammelTaxi: Mo–Fr abends, Sa nachmittags/abends, So Jülich Bf/ZOB – Jülich Innenstadt – Altenburg – Daubenrath \|\| |                                                                                       |
| AST         | AnrufSammelTaxi: Mo–Fr abends, Sa nachmittags/abends, So Jülich Bf/ZOB – Jülich Innenstadt – Koslar / Merzenhausen – Barmen – Floßdorf / Erzelbach / Boslar – Welz / Ederen / Rurdorf – Kofferen / Hottorf – Gereonsweiler – Gevenich / Kiffelberg – Glimbach – Körrenzig \|\|                                                                            |                                                                                       |
| AST         | AnrufSammelTaxi: Mo–Fr abends, Sa nachmittags/abends, So Jülich Bf/ZOB – Jülich Innenstadt – Lich-Steinstraß / Stetternich – Pattern / Welldorf – Mersch / Serrest / Güsten – Hompesch / Sevenich / Höllen – Müntz / Spiel / Rödingen / Bettenhoven – Ameln / Hasselsweiler / Ralshoven – Gevelsdorf / Kalrath – Titz – Mündt / Opherten – Jackerath \|\| |                                                                                       |
| N1          | Nachtbus: nur in den Nächten Fr/Sa und Sa/So Düren Bf/ZOB → Kaiserplatz → Birkesdorf → Huchem-Stammeln → Jülich → Niederzier → Arnoldsweiler \|\| |                                                                                       |

## Die einzelnen Teile des Bahnhofs

### Private Gleisanschlüsse
Der Bahnhof hat noch Anschlussgleise zum ehemaligen Ausbesserungswerk Jülich, heute Eigentum der Bundeswehr, und zur Zuckerfabrik Jülich. Dieser Anschluss wurde in den 1980er Jahren während des großen Abrisses entfernt, da die Rübenlieferungen billiger per Traktor und Lastwagen erfolgen konnten. Erst 2004 wurde die Verbindung zur Belieferung des hauseigenen Kohlekraftwerks der Zuckerfabrik wiederhergestellt.

### Stellwerke
Die Größe des Jülicher Bahnhofs erforderte zur Koordination des Bahnverkehrs damals drei Stellwerke: Jnf, Jm und Js.
Das Stellwerk Jnf befand sich an der Bahnhofsstraße am Gleis nach Linnich und wurde bis zum Abriss im Juni 2009 privat genutzt. Einst beheimatete es noch den Fahrdienstleiter. Dieses Stellwerk war verantwortlich für alle in Jülich ein- und ausfahrenden Züge. Im September 1982 erfolgte die Stilllegung des Stellwerks. Das bisherige Wärterstellwerk Jm wurde zum neuen Fahrdienstleiterstellwerk Jmf.
Das Stellwerk Jm bzw. Jmf lag etwa in Bahnhofsmitte zwischen dem Werkstattschuppen und der Güterabfertigung in Höhe der Ladestraße auf Höhe des Gleisanschlusses zum Bw Jülich. Heute muss man sich an dem Anschlussgleis zur Zuckerfabrik orientieren. 1999 hatte es schon lange seine Funktion verloren und wurde abgerissen. Die Aufgaben des Stellwerkes Jm waren die Bedienung der Ein- und Ausfahrsignale im Bahnhofsbereich sowie die Rangierfahrtüberwachung.
Das Stellwerk Js befand sich am südlichen Ende des Bahnhofes Jülich, am Abzweig der Strecke nach Düren und Inden. Es wurde 1984 abgerissen. Im Verantwortungsbereich des Stellwerkes Js lag der Betrieb des Ablaufberges. Darüber hinaus gehörten verschiedene Ein- und Ausfahrten der Gleise 4–9 dazu.

### Bahnbetriebswerk

Plan zum Umbau des Bahnhofs Jülich von 1910/11 (Südteil), Norden ist links. Man erkennt schwarz den alten Zustand mit kleinem Bw und rot das geplante und weitgehend so umgesetzte neue Bw, allerdings wurde das Streckengleis "XVI" Richtung Aachen Nord beim Umbau abweichend vom Plan auf die andere Seite des Rechteckschuppens verlegt. Außerdem entstand zwischen neuem Bw und Stolberger Strecke ein 7-gleisiger Abstellbahnhof.

Gegen Ende des 19. Jahrhunderts gab es im Bahnhof Jülich nur wenige und einfache Anlagen zur Behandlung und Wartung von Lokomotiven. Die Bergisch-Märkische Eisenbahn hatte einen dreiständigen Lokschuppen in rechteckiger Bauweise errichtet, baulich sehr ähnlich dem Lokschuppen im gleichzeitig entstandenen Eschweiler Talbahnhof. Auch eine kleine Drehscheibe von ca. 10 m Durchmesser gab es, um die damals noch recht kurzen Lokomotiven in Fahrtrichtung drehen zu können.
Als um 1908 die Planungen zum Bau der Strecke über Linnich und Baal nach Dalheim und zum Ausbesserungswerk in Jülich-Süd konkret wurden und ihre Finanzierung gesichert war, ergab sich die Notwendigkeit, die Anlagen in Jülich zu erweitern und zu modernisieren. Daher wurde am südwestlichen Rand des Bahnhofsareals ein neues Bahnbetriebswerk (Bw) Jülich errichtet, es erstreckte sich bis zum heutigen Klärbecken der Zuckerfabrik. Zum Bau des Bw musste das Gleis der Strecke von Aachen Nord, das bislang unmittelbar westlich am dreiständigen Rechteck-Lokschuppen der Bergisch-Märkischen Eisenbahn entlangführte, in südöstliche Richtung verlegt werden, so dass es nun östlich vom besagten Lokschuppen verlief und zwischen der Kirchberger Rurbrücke und dem Jülicher Bahnhof eine deutlich engere Kurve bildete. Das neue Betriebswerk wurde mitten über die alte Trasse dieser Strecke gebaut, was noch heute an einem Brückchen und einer Gebüsch-Reihe ablesbar ist. Das neue Bw umfasste die während der Dampflok-Epoche üblichen Anlagen wie Kohlebansen, Wasserkräne und Werkstätten sowie eine 16-Meter-Drehscheibe mit angeschlossenem Ringlokschuppen. Der Lokschuppen wurde 1925 erweitert und bot zu Beginn des Zweiten Weltkrieges neun Stände, die allesamt gleichzeitig mit zwei (kurzen) Lokomotiven belegt werden konnten. Mit dem Bau des Bw um 1911 wurde auch eine Gruppe von 7 parallelen Gleisen zum Abstellen von Personenwagen errichtet. Der alte rechteckige Lokschuppen wurde fortan zur Wagenausbesserung genutzt.
Im Zeitraum von Mitte der 1950er Jahre bis Mitte der 1960er Jahre wurden auf den Jülicher Strecken sukzessive die dampfgeführten Personenzüge durch neu konstruierte Schienenbusse ersetzt, ab 1960 auch durch Akkumulatortriebwagen der Baureihe ETA 150. Im Güterverkehr vollzog sich die Umstellung von Dampf- auf Diesellokomotiven zu Beginn der 1960er Jahre. Die Dieselloks wurden jedoch nicht mehr in Jülich, sondern in den umliegenden größeren Betriebswerken beheimatet. Auch die fabrikneuen Schienenbusse, die ab 1953 in Stolberg und ab 1955 in Jülich stationiert wurden, wurden 1959 in Stolberg zusammengefasst, so dass für das Bw Jülich die Aufgaben dahinschwanden. Daher wurde es am 1. September 1962 seiner Eigenständigkeit enthoben und dem Bahnbetriebswerk Düren unterstellt. Zwar kamen noch bis 1975 immer wieder Dampfloks mit Güterzügen nach Jülich (in den letzten Jahren nur noch vom Bw Stolberg), doch wurden die Loks in Jülich nicht mehr behandelt. Dennoch blieben Drehscheibe, Kohlebansen und Ringlokschuppen noch einige Jahre erhalten und wurden erst 1979 und 1980 abgerissen.
Der Rechteckschuppen diente seit den 1950er Jahren auch als Abstell- und Wartungsstätte für Schienenbusse, sein drittes Gleis wurde allerdings entfernt. Die Akkutriebwagen indes wurden auf den früheren Personenwagen-Abstellgleisen abgestellt, dort wurden im Laufe der Jahre mehrere Ladestellen aufgebaut, an denen die Triebwagen ihre Akkus laden konnten. Die Schienenbusse wurden im Raum Jülich 1978 komplett durch Akkutriebwagen aus anderen Regionen ersetzt, so dass nachts sehr viele Triebwagen auf den Abstellgleisen geladen wurden. Mit der Stilllegungswelle von 1980 änderte sich dies jedoch drastisch, für die wenigen verbleibenden Fahrzeuge, die in Jülich hätten übernachten müssen, lohnte sich keine Ladestation mehr, so dass die Triebwagen fortan als Leerfahrt zum nächtlichen Aufladen nach Düren gefahren wurden. Erst einige Jahre später wurden die Leerfahrten für Fahrgäste freigegeben.
Mit den Ladestationen verschwand im Sommer 1980 die letzte betriebliche Notwendigkeit für Bw-Anlagen, auch die kleine Tankstelle für Dieselloks wurde aufgegeben. Beim großen Bahnhofsrückbau von 1982–1985 wurden alle Anlagen abgerissen, lediglich der alte Bergisch-Märkische Lokschuppen steht noch und wird heute als Reithalle genutzt. Im Bereich der ehemaligen Drehscheibe befindet sich heute ein Ponyhof.

### Ausbesserungswerk
Kurz nach dem Bau des Bahnbetriebswerks Jülich wurde 1914 bis 1918 südlich von Jülich in der Nähe des heutigen Forschungszentrums Jülich das Ausbesserungswerk Jülich zwecks Lok-, Personen- und Güterwagenwartungsarbeiten gebaut. Im Jahre 1964 kam jedoch das Aus: Das Werk wurde trotz massiver Proteste für eisenbahntechnische Zwecke geschlossen und beherbergt seitdem das Heeresinstandsetzungswerk der Bundeswehr. Die große Werkshalle ist erhalten geblieben und bis mindestens 2011 fand regelmäßig Güterverkehr über die naheliegende Strecke Düren–Jülich statt. Zu diesem Zweck gibt es ein zur Strecke parallel verlaufendes Anschlussgleis des Instandsetzungswerkes zum Bahnhof Jülich.